# Лома-де-Усьєса
Лома-де-Усьєса (ісп. Loma de Ucieza) — муніципалітет в Іспанії, у складі автономної спільноти Кастилія-і-Леон, у провінції Паленсія. Населення — 282 особи (2010).
Муніципалітет розташований на відстані близько 240 км на північ від Мадрида, 47 км на північ від Паленсії.
На території муніципалітету розташовані такі населені пункти: (дані про населення за 2010 рік)
- Баїльйо: 128 осіб
- Госон-де-Усьєса: 50 осіб
- Ітеро-Секо: 45 осіб
- Вільйота-дель-Дуке: 59 осіб

## Демографія
Динаміка населення (INE ):